# Mirjalol Qosimov
Mirjalol Kushakovich Qosimov (uzb. cyr. Миржалол Кушакович Қосимов; ur. 17 września 1970 w Taszkencie) – uzbecki piłkarz i trener. Wieloletni kapitan reprezentacji Uzbekistanu, jej rekordzista pod względem liczby występów i bramek.

## Kariera klubowa
Mirjalol Qosimov zaczynał swą karierę w najbardziej znanym uzbeckim klubie – Paxtakorze Taszkent. Już w wieku 17 lat pojawiał się w meczowym składzie i rokował spore nadzieje na przyszłość. Jeszcze jako nastolatek został wysłany do klubu Dynama Mińsk, gdzie jednak nie zdołał przebić się do składu. Po powrocie do Taszkentu, stał się pierwszoplanową postacią i gwiazdą drużyny. Po upadku żelaznej kurtyny Qosimov zasilił szeregi rosyjskiego Spartaka Władykaukaz, z którym sięgnął po mistrzostwo Rosji w 1995 roku i zakwalifikował się do europejskich pucharów. W Pucharze UEFA zdobył m.in. bramkę z rzutu wolnego w spotkaniu przeciw Liverpoolowi. W swej karierze Qosimov często przemierzał trasę Taszkent – Władykaukaz, grając w klubach z tych miast na przemian. Sezon 2000/01 spędził w Kryljach Sowietow Samara, gdzie był znów pierwszoplanową postacią. W wieku 32 lat zdecydował się wyjechać do „nowego El Dorado” czyli Zjednoczonych Emiratów Arabskich, gdzie figurował w kadrze Al-Shabab Dubaj. Nie mogąc odnaleźć się w Zjednoczonych Emiratach Arabskich, wrócił do ojczyzny, by ponownie zasilić szeregi Paxtakora, z którym zdobył wcześnie dwa tytuły mistrzowskie w Uzbekistanie. Następny sezon Qosimov spędził w drugim z ulubionych klubów – Spartaku Władykaukaz. Było to pożegnanie reprezentanta Uzbekistanu z ligą rosyjską i wydawało się poważną zawodową piłką. W roku 2005 dołączył do uzbeckiego klubu Maszal Mubarek, który niespodziewanie poprowadził do wicemistrzostwa kraju. Rok później zakończył karierę zawodniczą.

## Kariera reprezentacyjna
W 1987 roku Mirjalol Qosimov był członkiem reprezentacji ZSRR do lat 17, która wywalczyła złoty medal w Mistrzostwach Świata w swej kategorii wiekowej, a rok później z tą samą ekipą wywalczył Mistrzostwo Europy do lat 18. W wieku 22 lat zadebiutował w reprezentacji Uzbekistanu, w której grał nieprzerwanie, będąc jej kapitanem i bijąc rekordy liczby występów i bramek, do końca eliminacji do Mistrzostw Świata w Niemczech. Po pechowych barażach z Bahrajnem, zakończył karierę międzynarodową.

## Kariera trenerska
Kariera trenerska Mirjalola Qosimova rozpoczęła się od objęcia posady trenera Bunyodkora Taszkent, z którym brał udział w Azjatyckiej Lidze Mistrzów, po zdobyciu wicemistrzostwa Uzbekistanu w 2007 roku. Po zwycięskich ćwierćfinałach z Saipą Teheran objął posadę selekcjonera reprezentacji Uzbekistanu, którą miał początkowo dzielić z funkcją szkoleniowca Bunyodkoru. Zarząd klubu jednak nie przystał na ten pomysł i zwolnił Qosimova, co spotkało się z protestami kibiców na trybunach. W debiutanckim meczu o punkty, podopieczni Qosimova zremisowali z Japonią na wyjeździe 1:1, a jedyną bramkę dla Uzbeków zdobył Maksim Shatskix.

## Sukcesy
- Mistrz Świata do lat 17 – 1987 (z reprezentacją ZSRR)
- Mistrz Europy do lat 18 – 1988 (z reprezentacją ZSRR)
- Zwycięstwo w Asian Games – 1994 (z reprezentacją Uzbekistanu)
- Mistrz Rosji – 1995 (ze Spartakiem Władykaukaz)
- Mistrz Uzbekistanu – 1998, 2002, 2003 (z Pachtakorem)
- Zdobywca Pucharu Uzbekistanu – 1993, 1997, 2002, 2003 (z Pachtakorem)
- Wicemistrz Rosji – 1992, 1996 (ze Spartakiem Władykaukaz)
- Wicemistrz Uzbekistanu – 1993 (z Pachtakorem), 2005 (z Maszal)

## Nagrody
- Najlepszy pomocnik Azji – 1994
- Najlepszy piłkarz Uzbekistanu – 1993, 1998, 2001, 2004
- Król strzelców ligi Uzbekistanu – 1998